# Plessala
Plessala (bret. Plesala) – miejscowość i dawna gmina we Francji, w regionie Bretania, w departamencie Côtes-d’Armor. W dniu 1 stycznia 2016 roku z połączenia siedmiu ówczesnych gmin – Collinée, Le Gouray, Langourla, Plessala, Saint-Gilles-du-Mené, Saint-Gouéno oraz Saint-Jacut-du-Mené – utworzono nową gminę Le Mené. W 2013 roku populacja Plessala wynosiła 1877 mieszkańców. 